# Fiołek rogaty
Fiołek rogaty (Viola cornuta L.) – gatunek rośliny z rodziny fiołkowatych. Występuje naturalnie w Pirenejach i masywie Corbières. Uprawiany jest w Europie Zachodniej. Dawniej i od początków XXI wieku także popularny w Polsce. Lokalnie dziczeje jako hemiagriofit.
W wyniku hodowli uzyskano szereg odmian ozdobnych (pochodzenia mieszańcowego) zwanych zbiorczo bratkami drobnokwiatowymi.

## Morfologia

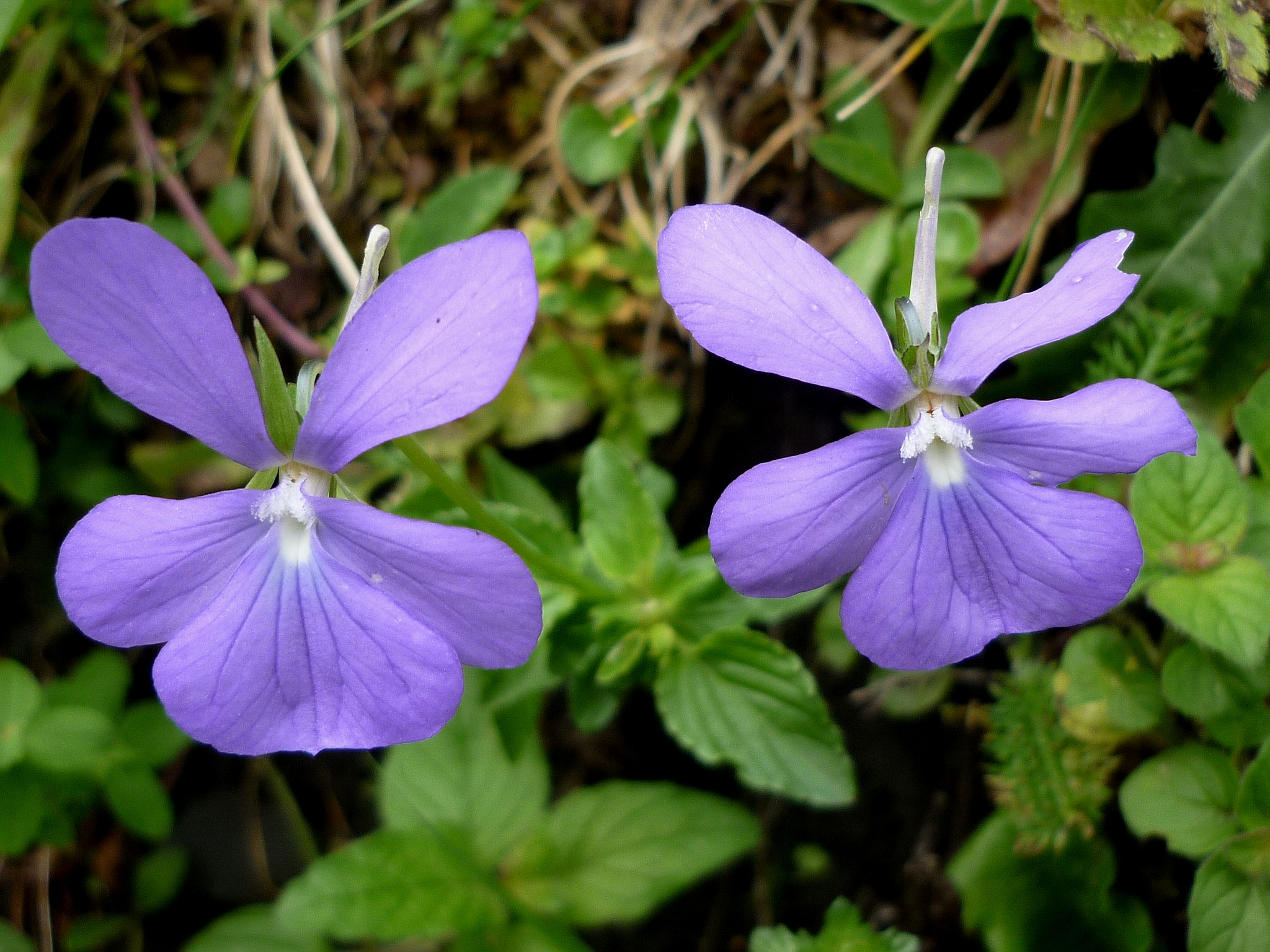
Kwiaty

PokrójBylina o rozłożystym pokroju. Dorasta do 10–15 cm wysokości, tworzy kłącza.
LiścieBlaszka liściowa ma nerkowaty kształt. Mierzy 2,5–4 cm długości oraz 1,5 cm szerokości, jest niemal całobrzega lub ząbkowana na brzegu, ma sercowatą nasadę i ostry wierzchołek. Ogonek liściowy jest nagi i ma 1,5–7 cm długości. Przylistki są duże, luźne, owalne i głęboko wcięte, osiągają 4–5 mm długości.
KwiatyPojedyncze, delikatnie pachnące, wyrastające z kątów pędów. Zapylają się, gdy są otwarte (w przeciwieństwie do wielu innych gatunków fiołka, które są samozapylane bez otwierania kwiatów). Są osadzone na długich szypułkach. Mają 5 zielonych działek kielicha o równowąskim kształcie i dorastających do 5 mm długości. Płatki są odwrotnie jajowato podługowate (znacznie dłuższe niż szerokie), mają żółtą barwę oraz 7–8 mm długości, dolny płatek posiada charakterystyczną, długą, cienką, smukłą, skierowaną ku górze ostrogę o długości 2 mm. Pręcików jest 5.
OwoceTorebki otwierające się trzema klapami. Nasiona są zazwyczaj z elajosomem.

## Biologia i ekologia
Rośnie na łąkach, skarpach oraz terenach skalistych. Występuje na wysokości od 800 do 2300 m n.p.m. Kwitnie od marca do lipca, a czasem do końca października. Jest bardzo odporny na zimno (do -21° C). Nie jest bardzo podatny na choroby, nawet jeśli może być wrażliwy na szarą pleśń (wywoływana przez grzyby z rodzaju Botrytis) na zbyt wilgotnej glebie. Nasiona przemieszczane są przez mrówki. 

## Zmienność
Istnieje bardzo wiele odmian ozdobnych – w szczególności pochodzenia mieszańcowego z fiołkiem powabnym (V. gracilis) i fiołkiem trójbarwnym (V. tricolor). Występują w szerokiej gamie kolorystycznej: białej, żółtej, niebieskiej i brązowej lub dwubarwne. Są uprawiane jako rośliny dwuletnie, podczas gdy gatunek typowy jest zazwyczaj wieloletni. 
Wybrane kultywary:

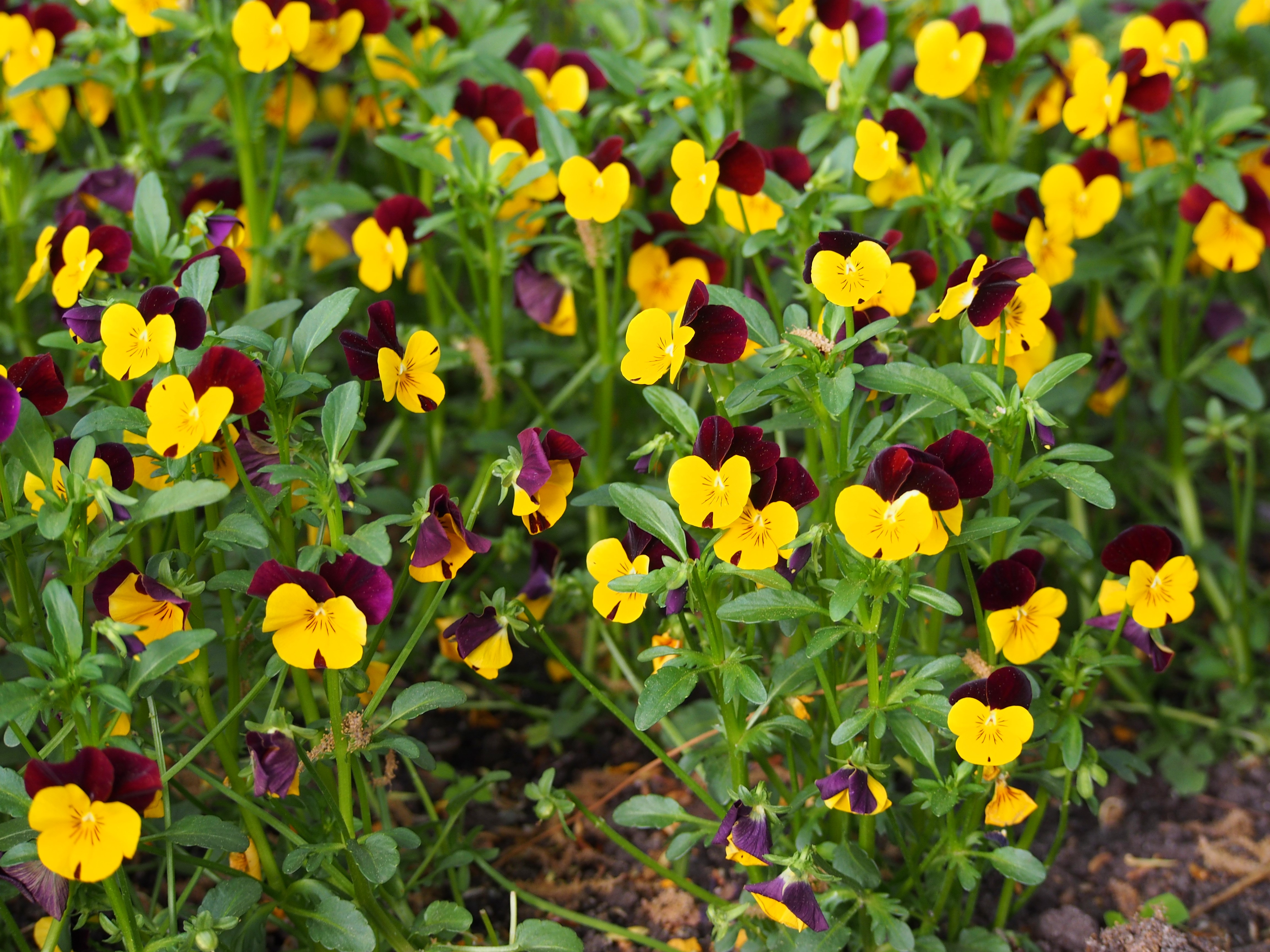
Jedna z odmian – 'Twix Yellow Red Wing'

- 'Endurio' – ma zwisające pędy, kwitnie od późnej zimy do lata
- 'Johnny Jump Up' – posiada bardzo dużo małych kwiatów w trzech barwach; fioletowej, fiołkoworóżowej i żółtej
- 'Mickey' – kwiaty o biało-niebieskiej barwie
- 'Molly Sanderson' – żółte kwiaty z czarnymi plamkami, dość wieloletnie
- 'Patiola' – posiada dość duże kwiaty w różnych kolorach
- 'Prince Henri' – kwiaty są fioletowe z żółtym gardłem
- 'Purple and Yellow' – kwiaty o żółto-fioletowej barwie
- 'Rocky' – o zwartym pokroju, kwiaty mają żółtą, niebieską lub fioletową z plamką pośrodku
- 'Valentine' – kwiaty o różowo-jasnofioletowej barwie

## Zastosowanie
Roślina ozdobna. Od niedawna wprowadzony u nas do uprawy. W naszym klimacie jest uprawiany jako roślina dwuletnia. Ma kwiaty podobne do bratków, ale pachnące. Szczególnie nadaje się na rabaty, obwódki, do skrzynek balkonowych, jak również na kwiat cięty do małych bukietów, wieńców. Istnieją odmiany o kwiatach jedno- i wielobarwnych, z połyskiem i matowe.

## Uprawa
Podobnie, jak innych fiołków. Nasiona wysiewa się w końcu czerwca-początku lipca, pikuje do rozsadnika, a na stałe miejsce wysadza się na początku września, lub na wiosnę następnego roku. Wymaga gleb żyznych, lekko kwaśnych, stanowiska półcienistego lub słonecznego (w półcieniu dłużej kwitnie).